# Obermichelbach
Obermichelbach – miejscowość i gmina w Niemczech, w kraju związkowym Bawaria, w rejencji Środkowa Frankonia, w regionie Industrieregion Mittelfranken, w powiecie Fürth, siedziba wspólnoty administracyjnej Obermichelbach-Tuchenbach. Leży w Okręgu Metropolitarnym Norymbergi, około 15 km na północny zachód od Norymbergi i ok. 9 km na północ od Zirndorfu.

## Dzielnice
W skład gminy wchodzą następujące dzielnice: 
- Obermichelbach
- Untermichelbach
- Rothenberg

## Polityka
Rada gminy składa się z 15 członków:
|      | CSU | SPD | Zieloni | FWG | Razem     |
| 2002 | 8   | 2   | 2       | 3   | 15 miejsc |

### Współpraca
Miejscowość partnerska:
- Hormersdorf, Saksonia